# Armada Española
L'Armada Española è la marina militare della Spagna, parte integrante delle Fuerzas Armadas de España, ed una delle più antiche al mondo, la sua costituzione risale alla fine del XV secolo o all'inizio del XVI secolo.

## Storia
Le origini 
La marina spagnola, nata come Real Armada, ha una lunga tradizione alle sue spalle, avendo dovuto sostenere i collegamenti su un impero sul quale, all'epoca di Carlo V, "non tramontava mai il sole". Durante questa storia le navi militari hanno scortato le navi mercantili da e per le Americhe e le Filippine, o spesso trasportato carichi preziosi direttamente a bordo.
 Spagna degli Asburgo (1516-1700) 
La guerra anglo-spagnola (1585-1604), che fu parte della guerra degli ottant'anni (1568-1648), era iniziata nel 1585 con l'invio di truppe inglesi in aiuto delle protestanti Province Unite la cui indipendenza non era riconosciuta dalla Spagna cattolica. Il 28 maggio 1588 l'Armada Invencible spagnola – composta da 130 navi e comandata dal duca di Medina-Sidonia – salpò da Lisbona alla conquista dell'Inghilterra. La spedizione fu un disastro, la flotta fu decimata soprattutto sulla rotta del rientro (al largo della Scozia) dal maltempo, quando ormai ogni speranza di vittoria era svanita.
 Riforme borboniche e Spagna napoleonica (1700-1813) 

Dal 1750 ci fu un solo comandante in capo dell'Armada, il capitano generale.
Uno degli episodi più famosi è quello che vide coinvolta il 5 ottobre 1804 al largo di capo Santa Maria, nei pressi di Cadice, una piccola squadra di fregate spagnole, Fama, Clara, Mercedes e Medea, al comando del contrammiraglio don Jose de Bustamante y Guerra, affrontate da altrettante fregate inglesi che avevano il compito di sequestrare l'oro trasportato per impedire che finanziasse Napoleone e la guerra contro l'Inghilterra. Una delle fregate venne affondata e le altre catturate col tesoro.
Nel 1805 la flotta spagnola, insieme a quella francese, si scontrò nella battaglia di Trafalgar contro quella britannica.
 Restaurazione spagnola e Regno di Isabella II di Spagna (1814-1868) 

 Sessennio democratico e Restaurazione borbonica in Spagna (1868-1931) 

L'altro grande evento del XIX secolo per la Marina spagnola, oltre alla guerra ispano-sudamericana (1865-1866), fu la guerra ispano-americana del 1898. La Marina spagnola fu sconfitta dalla US Navy durante la guerra ispano-americana, che vide a Cuba la resa delle navi comandate dall'ammiraglio Pascual Cervera y Topete e a Manila la sconfitta della squadra spagnola ad opera dell'ammiraglio Dewey. Alla fine del conflitto, la Spagna perse Cuba (che divenne indipendente, anche se sotto "controllo" statunitense), Porto Rico e Guam (cedute agli USA) e le Filippine (che passarono sotto occupazione statunitense).
 Seconda Repubblica e guerra civile (1931-1939) 
Durante la Seconda Repubblica Spagnola, instaurata nel 1931, l'Armada fu denominata Marina de Guerra de la República de España. Venne coinvolta nella guerra civile spagnola (1936-1939), trovandosi divisa tra forze del  Bando nacional (Armada Nacional) e quella rimasta fedele alla repubblica.
Le forze navali franchiste ricevettero anche un forte aiuto dalla Regia Marina italiana e dalla Kriegsmarine nazista sotto forma di navi corsare e sommergibili, che eseguirono azioni di attacco al traffico repubblicano. Nella Marina de Guerra de la República Española – la marina repubblicana – rimasero circa 13.000 uomini e la maggioranza della flotta; mentre nell'Armada franquista – la marina nazionalista – passarono circa 7.000 uomini e alcune unità pesanti.
La Armada Nacional svolse con crescente successo quella che era ormai la funzione primaria di una marina all'inizio del XX secolo, che non era più quella di distruggere le navi nemiche ma di bloccare le loro rotte marittime, i loro porti e impedirne i movimenti su la costa.
 Spagna franchista (1939-1975) 
Al termine della guerra civile spagnola nel 1939, le forze navali superstiti della marina repubblicana, furono integrate nella Armada franchista che tornò alla denominazione di Armada Española. La Spagna franchista rimase sostanzialmente neutrale o non belligerante durante la seconda guerra mondiale; le Forze armate spagnole – escluse alcune unità di volontari franchisti e repubblicani – non furono impiegate nel conflitto.
Dopo la seconda guerra mondiale, la Spagna fu inizialmente isolata dalle potenze vincitrici (a causa del franchismo, regime autoritario). Questo isolamento contribuì anche al mancato rinnovamento degli equipaggiamenti delle Forze armate spagnole (e dell'Armada), che erano inferiori agli standard europei.
Dagli anni 1950, nel contesto della guerra fredda, l'isolamento internazionale della Spagna franchista incominciò a diminuire. Nel 1953 la Spagna e gli Stati Uniti firmarono i primi accordi militari e molte navi dell'Armada cominciarono ad essere ammodernate; e dal 1954 gli Stati Uniti prestatono o cedettero molte unità navali all'Armada (5 Balao, Dedalo, 6 navi da guerra anfibia, 5 Lepanto, 5 Churruca).
L'Armada fu impiegata durante la guerra di Ifni (1957-1958), nel Sahara spagnolo.
Il "Plan Naval Carrero Blanco" (1965) prevedeva la realizzazione di diverse classi navali (portaeromobili, incrociatori, cacciatorpediniere, fregate, sottomarini e navi d'assalto anfibio); alla fine tuttavia le uniche due classi realizzate furono le fregate della classe Baleares (versione spagnola della statunitense classe Knox) e i sottomarini della classe Delfín (versione spagnola della francese classe Daphné).
Il "Plan Naval Barbudo" (1971) prevedeva la realizzazione di diverse classi navali (cacciatorpediniere, pattugliatori, sottomarini e navi ausiliarie); alla fine tuttavia le uniche classi realizzate furono i pattugliatori della classe Lazaga e della classe Barcelo) e i primi 2 sottomarini della classe Galerna (versione spagnola della francese classe Agosta).
Il "Plan Naval Pita da Veiga" (1973) prevedeva la realizzazione di diverse classi navali (incrociatori, fregate, corvette e navi ausiliarie); alla fine tuttavia le uniche classi realizzate furono le corvette della classe Descubierta e 4 navi idrografiche.
 Regno di Spagna (dal 1975) 
Il "PLANGENAR" (1977) prevedeva la realizzazione di diverse classi navali (portaeromobili, fregate, pattugliatori e sottomarini); esso fu integralmente realizzato e negli anni 1980 entrarono in servizio la Príncipe de Asturias, la prima serie della classe Santa Maria (versione spagnola della statunitense classe Oliver Hazard Perry), la classe Anaga e la seconda serie della classe Galerna.
Dopo la transizione spagnola, il 30 maggio 1982 la Spagna è entrata nella NATO, scelta confermata da un referendum nel 1986, entrando a far parte della struttura militare integrata solamente nel 1998.
Il "Plan ALTAMAR" (1990) prevedeva la realizzazione di diverse classi navali (cacciatorpediniere, fregate, pattugliatori, cacciamine, sottomarini e navi anfibie e ausiliarie); esso è stato sostanzialmente realizzato ed ha visto l'ingresso in servizio delle classi Galicia, Álvaro de Bazán, Newport (ex US Navy), Santa Maria (seconda serie), Patiño, Segura e – fuori piano – la Juan Carlos I; le classi F-110 e S-80 sono state riprese nel piano navale successivo.
Nel 1990, l'Armada partecipa alla guerra del Golfo, con una fregata nel golfo Persico, e un'altra fregata e due corvette nel mar Rosso.
Negli anni 1990, l'Armada partecipa alle guerre jugoslave, con due fregate, la Fuerza de Infantería de Marina e tre sottomarini. Nel 1998 viene costituita la Forza anfibia italo-spagnola.
Il "Plan Armada 2025" (2014) prevede la realizzazione di diverse classi navali: una seconda LHD classe Juan Carlos I, fregate classe F-110, sottomarini classe S-80 Plus e navi d'azione marittima classe Meteoro.
Negli anni 2000, l'Armada partecipa all'Operazione Enduring Freedom, in particolare alla guerra in Afghanistan, con una LPD e la fanteria di marina nel porto di Bassora e una fregata nel golfo di Aden.
Nell'estate 2002, l'Armada partecipa all'Operazione Romeo-Sierra, supportando i commando spagnoli nell'assalto e nel recupero dell'isolotto Perejil, occupato dal Marocco.
Nel 2004, l'Armada prende parte alla missione di stabilizzazione MINUSTAH ad Haiti, con un contingente della fanteria di marina.
Nel 2006, l'Armada partecipa alla missione di peacekeeping UNIFIL in Libano, con un contingente della fanteria di marina.

## Struttura
Fino al Real Decreto 912/2002 del 6 settembre, l'organizzazione della forza navale era raggruppata in quattro regioni: Zona Marítima de las Canarias, Zona Marítima del Cantábrico, Zona Marítima del Mediterráneo e Zona Marítima de las Baleares. Successivamente questa ripartizione territoriale è stata superata eccetto per la regione Baleares y Canarias, e le città di Ceuta e Melilla, ed è stata creata la Fuerza de Acción Marítima, entità geostrategica unica cui è demandata la protezione degli interessi nazionali spagnoli.

## Flotta

### Flotta attuale

#### Sottomarini
| Sottomarini | Sottomarini | Sottomarini        | Sottomarini | Sottomarini                                                 | Sottomarini | Sottomarini                                                                                     |
| Immagine    | Classe      | Unità              | Tipo        | Dislocamento                                                | EIS         | Note                                                                                            |
| ----------- | ----------- | ------------------ | ----------- | ----------------------------------------------------------- | ----------- | ----------------------------------------------------------------------------------------------- |
|             | Isaac Peral | Isaac Peral (S-81) | SSK         | 2 960 t (2 910 long ton; 3 260 short ton)                   | 2022        | Narciso Monturiol (S-82), Cosme García (S-83) e Mateo García de los Reyes (S-84) in costruzione |
|             | Galerna     | Galerna (S-71)     | SSK         | 1 490–1 750 t (1 470–1 720 long ton; 1 640–1 930 short ton) | 1983        |                                                                                                 |

#### Navi da combattimento
| Portaerei              | Portaerei       | Portaerei | Portaerei | Portaerei                                    | Portaerei                | Portaerei                                                                  |
| Immagine               | Classe          | Unità | Tipo      | Dislocamento                                 | EIS                      | Note                                                                       |
| ---------------------- | --------------- | --- | --------- | -------------------------------------------- | ------------------------ | -------------------------------------------------------------------------- |
|                        |                 | Juan Carlos I (L-61) | LHD       | 26 000 t (26 000 long ton; 29 000 short ton) | 2010                     |                                                                            |
| Mezzi anfibi           |                 | |           |                                              |                          |                                                                            |
| Immagine               | Classe          | Unità | Tipo      | Dislocamento                                 | EIS                      | Note                                                                       |
|                        | Galicia         | Galicia (L-51) Castilla (L-52)                                                                                             | LPD       | 13 000 t (13 000 long ton; 14 000 short ton) | 1998 2000                |                                                                            |
|                        | LCM-1E          | L-603~L-614 (12) | LCM       | 111 t (109 long ton; 122 short ton)          | 2006 2008                | 2 dismessi                                                                 |
| Fregate                |                 | |           |                                              |                          |                                                                            |
| Immagine               | Classe          | Unità | Tipo      | Dislocamento                                 | EIS                      | Note                                                                       |
|                        | Álvaro de Bazán | Álvaro de Bazán (F-101) Almirante Juan de Borbón (F-102) Blas de Lezo (F-103) Méndez Núñez (F-104) Cristóbal Colón (F-105) | FFG       | 5 800 t (5 700 long ton; 6 400 short ton)    | 2002 2003 2004 2006 2012 |                                                                            |
|                        | Santa Maria     | Santa María (F-81) Victoria (F-82) Numancia (F-83) Reina Sofía (F-84) Canarias (F-86) Navarra (F-85)                       | FFG       | 3 900 t (3 800 long ton; 4 300 short ton)    | 1986 1987 1988 1990 1994 |                                                                            |
| Cacciamine             |                 | |           |                                              |                          |                                                                            |
| Immagine               | Classe          | Unità | Tipo      | Dislocamento                                 | EIS                      | Note                                                                       |
|                        | Segura          | Segura (M-31) Sella (M-32) Tambre (M-33) Turia (M-34) Duero (M-35) Tajo (M-36)                                             | MCM       | 550 t (540 long ton; 610 short ton)          | 1999 1999 2000 2004 2005 |                                                                            |
| Pattugliatori          |                 | |           |                                              |                          |                                                                            |
| Immagine               | Classe          | Unità | Tipo      | Dislocamento                                 | EIS                      | Note                                                                       |
|                        | Meteoro         | Meteoro (P-41) Rayo (P-42) Relámpago (P-43) Tornado (P-44) Audaz (P-45) Furor (P-46)                                       | BAM       | 2 670 t (2 630 long ton; 2 940 short ton)    | 2011 2011 2012 2018 2019 | altre 3 in costruzione, sostituisce le classi Anaga, Toralla e Descubierta |
|                        | Chilreu         | Alborán (P-62) Arnomendi (P-63) Tarifa (P-64)                                                                              | OPV       | 1 962 t (1 931 long ton; 2 163 short ton)    | 1997 2000 2004           | 1 dismessa                                                                 |
|                        | Descubierta     | Infanta Cristina (P-34) | PA        | 1 510 t (1 490 long ton; 1 660 short ton)    | 1980                     | ex corvetta, in dismissione (5 dismesse)                                   |
|                        | Serviola        | Serviola (P-71) Centinela (P-72) Vigía (P-73) Atalaya (P-74)                                                               | PA        | 1 200 t (1 200 long ton; 1 300 short ton)    | 1991 1991 1992 1992      |                                                                            |
| Pattugliatori costieri |                 | |           |                                              |                          |                                                                            |
| Immagine               | Classe          | Unità | Tipo      | Dislocamento                                 | EIS                      | Note                                                                       |
|                        | Anaga           | Tagomago (P-22) Medas (P-26) Tabarca (P-28)                                                                                | PA        | 319 t (314 long ton; 352 short ton)          | 1981                     | in dismissione                                                             |
|                        | Toralla         | Toralla (P-81) Formentor (P-82)                                                                                            | PA        | 133 t (131 long ton; 147 short ton)          | 1987 1988                | in dismissione                                                             |
| Motovedette            |                 | |           |                                              |                          |                                                                            |
| Immagine               | Classe          | Unità | Tipo      | Dislocamento                                 | EIS                      | Note                                                                       |
|                        | Rodman 101      | P-Isla de León (P-83) | PA        | 62 t (61 long ton; 68 short ton)             | 2022 (2003)              |                                                                            |
|                        | Rodman 66       | Isla Pinto (P-84) | PA        | 44 t (43 long ton; 49 short ton)             | 2023                     |                                                                            |
|                        | Aresa PVC-160   | Aresa (P-114) | VPC       | 20,85 t (20,52 long ton; 22,98 short ton)    | 1979                     |                                                                            |
|                        | Cabo Fradera    | Cabo Fradera (P-201) | VPI       | 20,85 t (20,52 long ton; 22,98 short ton)    | 1963                     |                                                                            |

#### Navi di sostegno
| Supporto logistico                   | Supporto logistico | Supporto logistico                  | Supporto logistico | Supporto logistico                           | Supporto logistico | Supporto logistico |
| Immagine                             | Classe             | Unità                               | Tipo               | Dislocamento                                 | EIS                | Note               |
| ------------------------------------ | ------------------ | ----------------------------------- | ------------------ | -------------------------------------------- | ------------------ | ------------------ |
|                                      | Patiño             | Patiño (A-14) Cantabria (A-15)      | AOR                | 17 000 t (17 000 long ton; 19 000 short ton) | 1995 2010          |                    |
| Navi ausiliarie                      |                    |                                     |                    |                                              |                    |                    |
| Immagine                             | Classe             | Unità                               | Tipo               | Dislocamento                                 | EIS                | Note               |
|                                      |                    | Contramaestre Casado (A-01)         | TL                 | 5 000 t (4 900 long ton; 5 500 short ton)    | 1983               |                    |
|                                      |                    | Ysabel (A-06)                       | TL Ro-Ro           | 16 361 t (16 103 long ton; 18 035 short ton) | 2021               |                    |
|                                      |                    | El Camino Español (A-07)            | TL Ro-Ro           | 12 251 t (12 058 long ton; 13 504 short ton) | 2023               |                    |
|                                      |                    | Martín Posadillo (A-04)             | TL Ro-Ro           | 2 300 t (2 300 long ton; 2 500 short ton)    | 2000               |                    |
|                                      | Darss              | Alerta (A-111)                      | B/A                | 2 292 t (2 256 long ton; 2 526 short ton)    | 1992               |                    |
|                                      | Malaspina          | Malaspina (A-31) Tofiño (A-32)      | BH                 | 1 200 t (1 200 long ton; 1 300 short ton)    | 1975 1975          |                    |
|                                      |                    | Hespérides (A-33)                   | BIO                | 2 830 t (2 790 long ton; 3 120 short ton)    | 1991               |                    |
|                                      |                    | Carnota (A-61)                      | AOR                | 2 295 t (2 259 long ton; 2 530 short ton)    | 2023               |                    |
|                                      | Cástor             | Antares (A-23)                      | BH                 | 360 t (350 long ton; 400 short ton)          | 1974               |                    |
|                                      | Rodman 1250        | Astrolabio (A-91) Escandallo (A-92) | LHT                | 9 t (8,9 long ton; 9,9 short ton)            | 2001 2004          |                    |
|                                      |                    | Sondaleza (A-93)                    | LHT                | 2 t (2,0 long ton; 2,2 short ton)            | 2016               |                    |
| Rimorchiatori d'altura e salvataggio |                    |                                     |                    |                                              |                    |                    |
| Immagine                             | Classe             | Unità                               | Tipo               | Dislocamento                                 | EIS                | Note               |
|                                      | Circos             | Mahón (A-51) Las Palmas (A-52)      | R/A B/A            | 1 544 t (1 520 long ton; 1 702 short ton)    | 1981 1982          |                    |
|                                      | Punta Amer         | La Graña (A-53)                     | R/A                | 670 t (660 long ton; 740 short ton)          | 1983               |                    |
|                                      | Amatista           | Mar Caribe (A-101) Neptuno (A-20)   | B/A BSR            | 1 860 t (1 830 long ton; 2 050 short ton)    | 1989 1988          |                    |
| Navi Scuola                          |                    |                                     |                    |                                              |                    |                    |
| Immagine                             | Classe             | Unità                               | Tipo               | Dislocamento                                 | EIS                | Note               |
|                                      |                    | Juan Sebastián Elcano (A-71)        | BE                 | 3 770 t (3 710 long ton; 4 160 short ton)    | 1928               |                    |
|                                      |                    | Intermares (A-41)                   | BECP               | 3 200 t (3 100 long ton; 3 500 short ton)    | 2018               |                    |

## Alcune unità del passato
Sommergibili e sottomarini
- Peral (1888-1890)
- Isaac Peral (A-0) (1917-1932)
- 6 classe A (classe F) (1917-1934)
- 6 classe B (1922-1952)
- 6 classe C (1928-1951)
- 3 classe D (1947-1971)
- 2 classe General Mola (classe Archimede) (1937-1958)
- 1 classe G (U-Boot Tipo VII) (1942-1970)
- 2 classe Foca (1963-1969)
- 2 classe Tiburón (1964-1967)
- 5 classe Balao S-30 (1959-1984)
- 4 classe Delfín S-60 (1973-2006)

Portaeromobili
- Dédalo (1922-1936)
- Dedalo (R-01) (1967-1988)
- Príncipe de Asturias (R-11) (1988-2013)

Navi da guerra anfibia
- 3 LST classe Terrebonne Parish L-10 (1971-1995)
- 2 LPA classe Paul Revere L-20 (1958-1980)
- 1 LSD classe Casa Grande L-30 (1971-1988)
- 2 LST classe Newport L-40 (1995-2012)

Corazzate
- Pelayo (1888-1924)
- 3 classe España (1913-1937)

Incrociatori
- 3 classe Infanta María Teresa (1890-1898)
- Cristóbal Colón (1897-1898)
- Carlo V (1897-1923)
- 3 classe Cardenal Cisneros (1902-1928)
- Navarra (1923-1951)
- 2 classe Blas de Lezo (1922-1973)
- 3 classe Almirante Cervera (1927-1970)
- 2 classe Canarias (1936-1975)

Cacciatorpediniere
- Destructor (1887-1908)
- 6 classe Furor (1897-1931)
- 3 classe Bustamante (1914-1931)
- 3 classe Alsedo (1924-1961)
- 16 classe Churruca (1927-1970)
- 2 classe Ceuta (classe Aquila) (1937-1950)
- 2 classe Teruel (classe Alessandro Poerio) (1937-1953)
- 2 classe Liniers (1961-1982)
- 9 classe Audaz (1953-1982)
- 5 classe Lepanto (1957-1988)
- 3 classe Oquendo (1963-1988)
- 5 classe Churruca (Gearing) (1972-1992)

Fregate
- 4 classe Júpiter F-10 (1937-1977)
- 6 classe Pizarro F-30 (1946-1974)
- 2 classe Vicente Yáñez Pinzón F-40 (1949-1983)
- 5 classe Baleares F-70 (1973-2009)

Corvette
- 6 classe Descubierta F-50/F-60 (1954-1992)
- 6 classe Descubierta F-30 (1978-oggi)

Pattugliatori
- 6 classe Lazaga (1975-1993)
- 6 classe Barceló (1976-2010)
- 4 classe Conejera (1981-2010)
- 10 classe Anaga (1980-oggi)

## Gradi della Armada Española
| Codice NATO     | OF-10             | OF-9      | OF-8          | OF-7            | OF-6             | OF-5               | OF-4               | OF-3              | OF-2             | OF-1               | OF-1 |
| --------------- | ----------------- | --------- | ------------- | --------------- | ---------------- | ------------------ | ------------------ | ----------------- | ---------------- | ------------------ | ---- |
| Spagna          |                   |           |               |                 |                  |                    |                    |                   |                  |                    |      |
| Capitán general | Almirante general | Almirante | Vicealmirante | Contraalmirante | Capitán de navío | Capitán de fragata | Capitán de corbeta | Teniente de navío | Alférez de navío | Alférez de Fragata |      |

| Codice NATO      | OR-9        | OR-9    | OR-8             | OR-7     | OR-6       | OR-5         | OR-4 | OR-3                | OR-2     | OR-1 |
| ---------------- | ----------- | ------- | ---------------- | -------- | ---------- | ------------ | ---- | ------------------- | -------- | ---- |
| Spagna           |             |         |                  |          |            |              |      |                     |          |      |
| Suboficial mayor | Subteniente | Brigada | Sargento primero | Sargento | Cabo mayor | Cabo primero | Cabo | Marinero de primera | Marinero |      |

| Codice NATO                       | OF-D                               | OF-D                               | OF-D                           | Allievi ufficiali              | Allievi ufficiali          | Allievi sottufficiali   | Allievi sottufficiali   | Allievi sottufficiali | Volontari |
| --------------------------------- | ---------------------------------- | ---------------------------------- | ------------------------------ | ------------------------------ | -------------------------- | ----------------------- | ----------------------- | --------------------- | --------- |
| Spagna                            |                                    |                                    |                                |                                |                            |                         |                         |                       |           |
| Alférez de fragata (Alumno de 5º) | Guardiamarina de 2º (Alumno de 4º) | Guardiamarina de 1º (Alumno de 3º) | Aspirante de 2º (Alumno de 2º) | Aspirante de 1º (Alumno de 1º) | Sargento alumno (3º Curso) | Alumno de 2º (2º Curso) | Alumno de 1º (1º Curso) | Alumno MPTM           |           |
|                                   |                                    |                                    |                                |                                |                            |                         |                         |                       |           |